# Chorizanthe clevelandii
Chorizanthe clevelandii là một loài thực vật có hoa trong họ Rau răm. Loài này được Parry mô tả khoa học đầu tiên năm 1884.